# Erzsébet Vilma Lujza württembergi hercegnő
Erzsébet Vilma Lujza (németül: Elisabeth Wilhelmine Louise; Treptow an der Rega, Pomeránia, 1767. április 21. – Bécs, Osztrák Főhercegség, 1790. február 18.), württembergi hercegnő, II. Frigyes Jenő württembergi herceg és Brandenburg–Schwedti Friderika Dorottya leánya, aki Ferenc József Károly főherceggel (a később német-római császárral) kötött házassága révén osztrák főhercegné 1788-tól 1790-ben bekövetkezett korai haláláig.
Házassága rövid életűnek bizonyult, első gyermekének születésével járó szövődmények következtében hunyt el 1790-ben, mindössze huszonkét éves korában. Nem élte meg férje német-római császárrá koronázását, aki Erzsébet halálát követően még háromszor megházasodott, utódai ugyanakkor csak második, Szicíliai Mária Teréziával való házasságából származtak.

## Élete

### Származása, testvérei

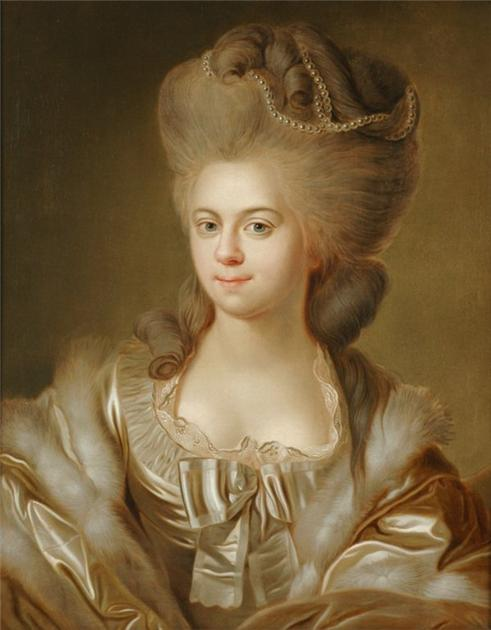
Erzsébet Vilma Lujza württembergi hercegnő (Johann-Baptist Lampi műve)

Erzsébet Vilma hercegnő a Balti-tenger közelében fekvő Treptow-ban született, Pomerániában. Édesapja, Frigyes Jenő Henrik württembergi herceg (1732–1797), II. Frigyes Jenő néven Württemberg tizennegyedik uralkodó hercege volt, Károly Sándor württembergi hercegnek és Mária Auguszta, Thurn und Taxis hercegnőjének harmadik fia.
Édesanyja Friderika Dorottya brandenburg-schwedti hercegnő (1736–1798) volt, Frigyes Vilmos brandenburg-schwedti herceg és Zsófia Dorottya porosz királyi hercegnő leánya, II. (Nagy) Frigyes porosz király unokahúga. Tizenkét gyermekük sorában Erzsébet Vilma hercegnő született nyolcadikként. Nyolcan érték meg a felnőttkort. 
- Frigyes Vilmos Károly herceg (1754–1816), a később I. Frigyes néven a Württembergi Királyság első uralkodója.
- Lajos Frigyes Sándor herceg (1756–1817), aki Henrietta nassau–weilburgi hercegnőt vette feleségül. Az ő egyik késői leszármazottjuk a ma uralkodó II. Erzsébet angol királynő. Legidősebb leányuk, Mária Dorottya hercegnő lett József nádor harmadik felesége.
- Jenő Frigyes Ferenc Henrik herceg (1758–1822)
- Zsófia Dorottya Auguszta Lujza hercegnő (1759–1828), aki 1776-ban feleségül ment I. Pál orosz cárhoz, és Mária Fjodorovna néven Oroszország cárnéja lett.
- Vilmos Frigyes Fülöp herceg (1761–1830), aki Vilma thunderfeldt-rhodis-i bárónőt vette feleségül, és 1801-ben lemondott württembergi trónöröklési jogáról.
- Ferdinánd Frigyes Ágost herceg (*/† 1763)
- Friderika Erzsébet Amália Auguszta hercegnő (1765–1785), aki Péter Frigyes Lajos oldenburgi herceghez ment feleségül.
- Erzsébet Vilma Lujza hercegnő (1767–1790), osztrák főhercegné.
- Vilma Friderika Katalin hercegnő (*/† 1768)
- Károly Frigyes Henrik herceg (*/† 1770)
- Sándor Frigyes Károly herceg (1771–1833), aki a Württembergi-ház katolikus ágának ősapjává lett.
- Henrik Károly Frigyes herceg (1772–1838)

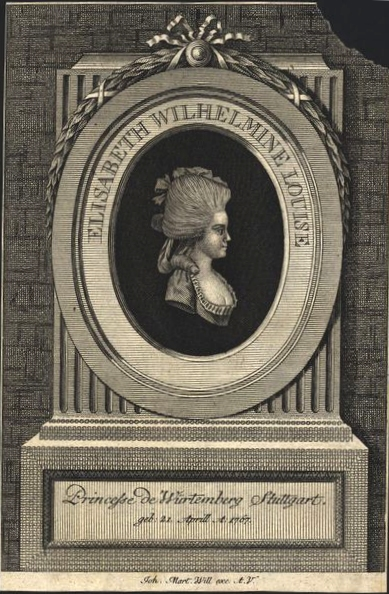
Erzsébet Vilma Lujza württembergi hercegnő, osztrák főhercegné (rézmetszet)

### Házassága, halála
1788. január 6-án Erzsébet Vilma hercegnő Bécsben feleségül ment Ferenc József Károly főherceghez, Péter Lipót toszkánai nagyherceg, a későbbi II. Lipót császár legidősebb fiához, a toszkánai nagyhercegi cím várományosához. Egyetlen gyermekük, Ludovika Erzsébet Franciska főhercegnő 1790. február 18-án született, a fiatal anya még aznap belehalt a szülésbe. Mindössze 22 éves volt. Nem érhette meg, hogy mindössze két nappal később, 1790. február 20-án II. József császár is elhunyt. Erzsébet Vilma apósából, Lipót főhercegből II. Lipót néven német-római császár, Lipót legidősebb fiából, az éppen megözvegyült Ferenc főhercegből a császári trón várományosa lett.

### Fejlemények az elhunyta utáni évben
A fiatalon elhunyt főhercegnét a Habsburg-család hagyományos temetkezőhelyén, a bécsi kapucinusok templomának kriptájában temették el. Halála után alig fél évvel, 1790. augusztus 19-én Ferenc főherceg Bécsben feleségül vette Mária Terézia Karolina nápoly–szicíliai királyi hercegnőt (1772–1807), I. Ferdinánd nápoly–szicíliai király leányát.
1791. június 24-én meghalt Erzsébet Vilma egyetlen gyermeke, a tizennégy hónapos Lujza Erzsébet főhercegnő is. 1791. december 12-én megszületett Ferenc főherceg és Mária Terézia Karolina első gyermeke, Mária Ludovika Leopoldina főhercegnő (aki majd 1810-ben Mária Lujza néven I. Napóleon francia császár felesége lesz). 1792-ben Ferenc főherceget II. Ferenc néven német-római császárrá, magyar és cseh királlyá koronázták.